# Michail Botvinnik
Michail Moiseevič Botvinnik (in russo Михаи́л Моисе́евич Ботви́нник?; Kuokkala, 17 agosto 1911 – Mosca, 5 maggio 1995) è stato uno scacchista e ingegnere sovietico.
Grande maestro internazionale, è stato il sesto campione del mondo (dal 1948 al 1957, dal 1958 al 1960 e dal 1961 al 1963).
Per la sua metodologia nella preparazione agonistica, per l'approccio prettamente scientifico al gioco e per aver formato le successive generazioni di grandi maestri e campioni del mondo, è considerato il "Patriarca" della scuola scacchistica sovietica.
Laureato in ingegneria elettrica, ha dato un contributo decisivo allo sviluppo dei motori scacchistici.
Ha partecipato alle Olimpiadi degli scacchi con la rappresentativa sovietica dal 1954 al 1964, totalizzando 8 ori, 2 argenti e 1 bronzo.

## Biografia
Botvinnik nacque da genitori di origine ebraica nell'attuale Repino, allora parte del Granducato di Finlandia e dell'Impero russo. Suo padre, Moisei Lvovič Botvinnik (1878-1931), proveniva da una famiglia di contadini nei dintorni di Minsk. Dopo aver collaborato con la stampa antizarista, nel 1915 decise di diventare odontotecnico e si trasferì a San Pietroburgo, dove fece conoscenza della futura madre di Michail Moiseevič, Serafima (Shifra) Samoilovna Rabinovič.
Sua madre Shifra (1879-1952), anche lei di origine bielorussa, crebbe in uno shtetl ebraico sulle rive della Daugava ed era una donna dalle idee politiche radicali. Membro dell'Unione Generale dei Lavoratori Ebrei fu esiliata in Siberia per ben due volte, la seconda volta a causa della sua partecipazione alla Rivoluzione russa del 1905.
Quando conobbe Moisei Lvovič e insieme decisero di sposarsi e mettere su famiglia, Shifra era da poco tornata dall'esilio e lavorava come dentista al dispensario della fabbrica metallurgica di Obuchov, considerato, all'epoca, un ricettacolo di estremisti.
Fino al 1917 la famiglia Botvinnik condusse una vita piuttosto agiata, stabilendosi in una delle zone più belle della città, la Prospettiva Nevskij, tanto che dopo il matrimonio la madre Shifra lasciò il lavoro. Le condizioni sociali del nucleo familiare cambiarono repentinamente quando la Rivoluzione russa portò il paese in crisi economica, ma soprattutto quando suo padre Moisei, tre anni più tardi, lasciò la famiglia dopo aver stretto una relazione con una nobildonna. Con il peggiorare della situazione economica, Mikhail Botvinnik, il fratello maggiore Isaak (più grande di lui di tre anni) e la madre, furono costretti ad andare ad abitare in una Kommunalka. Secondo la testimonianza dello stesso Botvinnik in questo periodo lui e la sua famiglia vissero in estrema povertà.
A dodici anni imparò a giocare a scacchi dall'amico di suo fratello Leonid Baskin. Nonostante l'opposizione dei genitori, tre anni dopo era già uno dei migliori giocatori della città.
Dopo la laurea in ingegneria elettrica alternò le ricerche nel settore alla carriera di scacchista, senza mai dedicarsi a tempo pieno al gioco. Secondo alcuni dei suoi sostenitori questo suo mancato passaggio al professionismo può almeno in parte giustificare il suo rendimento altalenante ai vertici dello scacchismo mondiale. Lo stesso Botvinnik, invece, giustificava questo fatto con l'elevatissima forza media dei campioni che lo circondavano, e amava definirsi primus inter pares.
Negli anni settanta, pressoché abbandonato il gioco attivo, si dedicò allo sviluppo di software scacchistico e in particolar modo dei motori. Per tali sue ricerche, che hanno portato alla realizzazione di un programma chiamato Pioniere, l'Università degli Studi di Ferrara ha conferito a Botvinnik, il 7 settembre 1991, la laurea honoris causa in matematica. Il programma di Botvinnik si caratterizzava, rispetto agli altri programmi per computer, per il tentativo di imitare, nell'analisi delle varianti, il modo di operare scelte proprio dei maestri di scacchi.

## Stile di gioco
Tra le maggiori qualità di scacchista universalmente riconosciute a Botvinnik figurano la precisione, la profondità della strategia, la capacità di analizzare e comprendere lo stile di gioco degli avversari. Il suo stile fu largamente influenzato da Michail Ivanovič Čigorin e José Raúl Capablanca, dei quali iniziò a studiare le partite all'età di tredici anni.
Appartenne alla cosiddetta corrente scientifica degli scacchi, tracciata da Wilhelm Steinitz e José Raúl Capablanca, ma contribuì ad evolvere la filosofia del gioco aggiungendovi la preparazione fisica e il rigore degni di un uomo che concepiva gli scacchi come un vero sport.

## Carriera

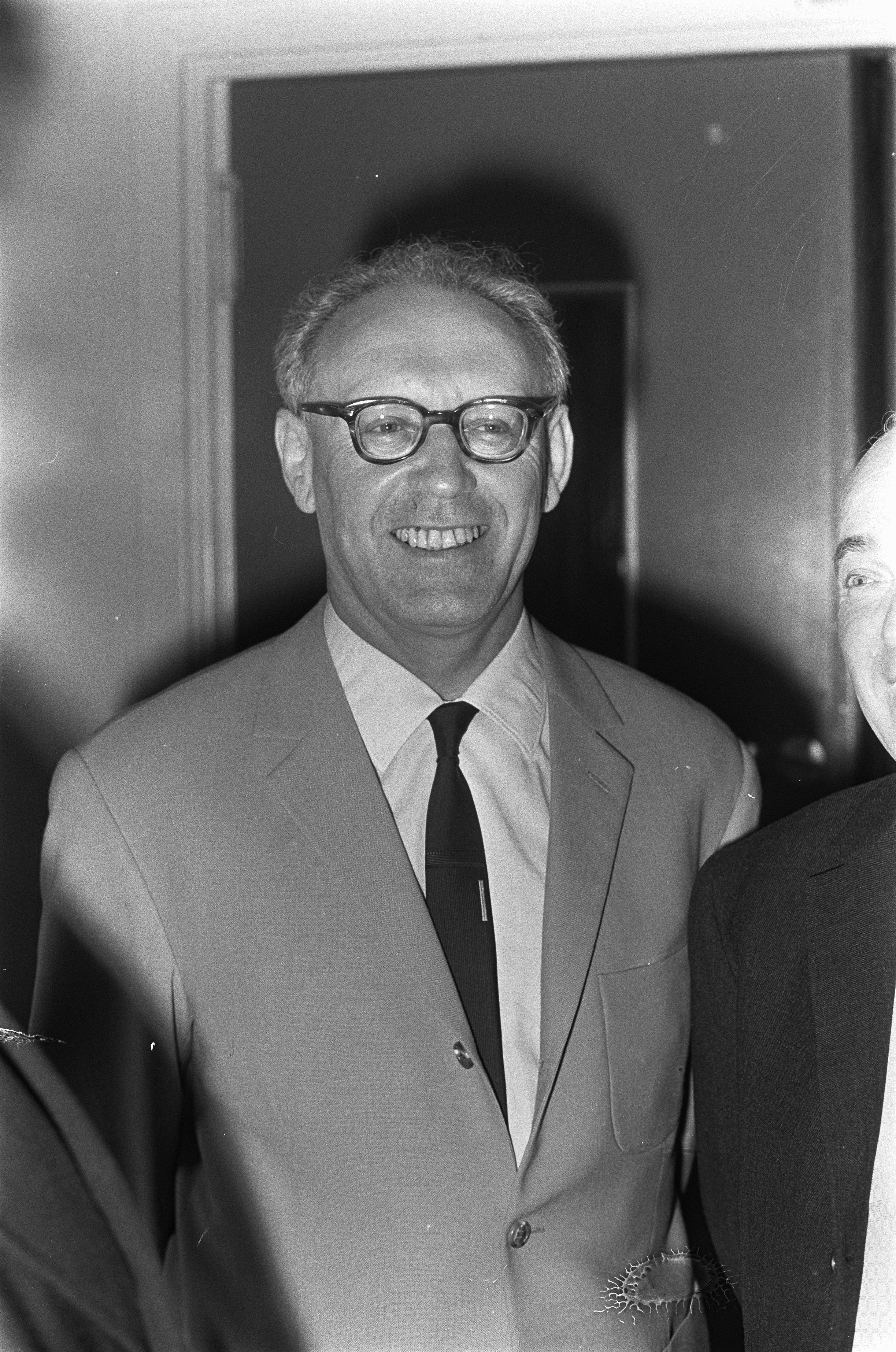
Nel 1966, cerimonia d'apertura di un evento sponsorizzato da IBM

Il suo primo istruttore fu Abram Model' e durante gran parte della sua carriera ebbe come allenatore Vjačeslav Ragozin. Botvinnik si mise in mostra vincendo il torneo di Nottingham 1936, in seguito dopo la guerra conquistò il titolo di campione del mondo nel 1948. In quell'anno la FIDE, dopo la scomparsa del campione in carica, Aleksandr Aleksandrovič Alechin, decise di far disputare un torneo a sei giocatori da giocarsi per metà nei Paesi Bassi e per metà in Unione Sovietica; i partecipanti erano i giocatori più forti di quel periodo: l'olandese Max Euwe, campione del mondo prima di Alechin, gli statunitensi Samuel Reshevsky e Reuben Fine (quest'ultimo declinò l'invito per motivi di lavoro) e i sovietici Paul Keres e Vasilij Smyslov, oltre naturalmente a Botvinnik.
Il torneo era organizzato come un quintuplo girone all'italiana: ciascun giocatore incontrava gli altri cinque volte, alternando le partite con il bianco a quelle con i pezzi neri.
Botvinnik, in forma smagliante, si impose con 14 punti (10 vittorie, 8 patte e 2 sconfitte, di cui una patta quando il titolo era già matematicamente suo), distaccando di 3 il secondo classificato Smyslov.
Negli anni successivi Botvinnik dovette sostenere gli assalti di forti sfidanti selezionati nei tornei dei candidati:
- 1951: match pareggiato con David Bronštejn. Botvinnik, da regolamento, conservò il titolo.
- 1954: match pareggiato con Smyslov.
- 1957: sconfitta con Smyslov, 9,5-12,5. Botvinnik si avvalse di una norma che gli consentiva di ottenere la rivincita entro un anno.
- 1958: vittoria con Smyslov, 12,5-10,5.
- 1960: sconfitta con Michail Tal', 8,5-12,5. Botvinnik chiese la rivincita.
- 1961: vittoria con Tal', 13-8. La FIDE annullò la norma che consentiva il match di rivincita.
- 1963: sconfitta con Tigran Petrosyan, 9,5-12,5.

Tra il 1931 e il 1952, inoltre, vinse sei volte (su otto partecipazioni) il campionato sovietico di scacchi.
Botvinnik vinse numerosi tornei internazionali: 1º a pari merito con Salo Flohr nel grande torneo di Mosca 1935 (davanti a Lasker e Capablanca), 1º ex aequo con Capablanca a Nottingham 1936; vinse in solitaria i tornei di Groningen 1946, Mosca 1947, Hastings 1961/62 e 1966/67, Amsterdam 1963 e 1966, Noordwijk 1965.
Partecipò con la squadra sovietica a sei olimpiadi degli scacchi dal 1954 al 1964 (quattro volte in prima scacchiera), ottenendo sei medaglie d'oro di squadra e cinque individuali (due d'oro, una d'argento e due di bronzo).

## Opere letterarie
- La difesa Grünfeld (con J. Estrin), Napoli, Editrice Scacchistica Internazionale, 1981
- Battaglie sulla scacchiera, Roma, Prisma Editori, 1990
- Lavori critici e analitici, vol. 1, Roma, Caissa Italia, 2002.
- Lavori critici e analitici, vol. 2, Roma, Caissa Italia, 2003.
- Lavori critici e analitici, vol. 3, Roma, Caissa Italia, 2004.
- Leningrado-Mosca 1941, Roma, Caissa Italia, 2012, ISBN 978-88-6729-002-4.
- (EN) One hundred selected games, New York, Dover Publications, 1960, ISBN 0-486-20620-3.